# Jazennes
Jazennes és un municipi francès situat al departament del Charente Marítim i a la regió de la Nova Aquitània. L'any 2007 tenia 475 habitants.

## Demografia

### Població
El 2007 la població de fet de Jazennes era de 475 persones. Hi havia 178 famílies de les quals 33 eren unipersonals (8 homes vivint sols i 25 dones vivint soles), 54 parelles sense fills, 83 parelles amb fills i 8 famílies monoparentals amb fills.
La població ha evolucionat segons el següent gràfic:
Habitants censats

### Habitatges
El 2007 hi havia 208 habitatges, 176 eren l'habitatge principal de la família, 21 eren segones residències i 12 estaven desocupats. 204 eren cases i 2 eren apartaments. Dels 176 habitatges principals, 129 estaven ocupats pels seus propietaris, 39 estaven llogats i ocupats pels llogaters i 7 estaven cedits a títol gratuït; 4 tenien dues cambres, 17 en tenien tres, 36 en tenien quatre i 119 en tenien cinc o més. 129 habitatges disposaven pel capbaix d'una plaça de pàrquing. A 80 habitatges hi havia un automòbil i a 92 n'hi havia dos o més.

### Piràmide de població
La piràmide de població per edats i sexe el 2009 era:
| Homes | Edats   | Dones |
| ----- | ------- | ----- |
| 0     | 95 o +  | 0     |
| 0     | 90 a 94 | 8     |
| 4     | 85 a 89 | 12    |
| 4     | 80 a 84 | 8     |
| 8     | 75 a 79 | 8     |
| 8     | 70 a 74 | 8     |
| 0     | 65 a 69 | 4     |
| 12    | 60 a 64 | 8     |
| 16    | 55 a 59 | 4     |
| 4     | 50 a 54 | 8     |
| 20    | 45 a 49 | 16    |
| 12    | 40 a 44 | 4     |
| 24    | 35 a 39 | 24    |
| 8     | 30 a 34 | 12    |
| 8     | 25 a 29 | 12    |
| 12    | 20 a 24 | 4     |
| 16    | 15 a 19 | 0     |
| 24    | 10 a 14 | 8     |
| 8     | 5 a 9   | 8     |
| 4     | 0 a 4   | 12    |

## Economia
El 2007 la població en edat de treballar era de 318 persones, 211 eren actives i 107 eren inactives. De les 211 persones actives 200 estaven ocupades (102 homes i 98 dones) i 11 estaven aturades (5 homes i 6 dones). De les 107 persones inactives 35 estaven jubilades, 19 estaven estudiant i 53 estaven classificades com a «altres inactius».

### Ingressos
El 2009 a Jazennes hi havia 179 unitats fiscals que integraven 458 persones, la mediana anual d'ingressos fiscals per persona era de 16.542 €.

### Activitats econòmiques
Dels 22 establiments que hi havia el 2007, 1 era d'una empresa alimentària, 1 d'una empresa de fabricació d'elements pel transport, 3 d'empreses de fabricació d'altres productes industrials, 6 d'empreses de construcció, 3 d'empreses de comerç i reparació d'automòbils, 2 d'empreses d'hostatgeria i restauració, 1 d'una empresa d'informació i comunicació, 1 d'una empresa immobiliària, 3 d'empreses de serveis i 1 d'una empresa classificada com a «altres activitats de serveis».
Dels 8 establiments de servei als particulars que hi havia el 2009, 1 era un paleta, 1 guixaire pintor, 2 fusteries, 1 lampisteria, 1 perruqueria i 2 restaurants.
L'únic establiment comercial que hi havia el 2009 era una botiga d'electrodomèstics.
L'any 2000 a Jazennes hi havia 24 explotacions agrícoles que ocupaven un total de 816 hectàrees.

## Equipaments sanitaris i escolars
El 2009 hi havia una escola elemental integrada dins d'un grup escolar amb les comunes properes formant una escola dispersa.

## Poblacions més properes
El següent diagrama mostra les poblacions més properes.